# Mulatiyana Division
Mulatiyana Division är en division i Sri Lanka.   Den ligger i distriktet Matara District och provinsen Southern Province, i den södra delen av landet, 120 km sydost om huvudstaden Colombo. Antalet invånare är 49 943.